# Cső

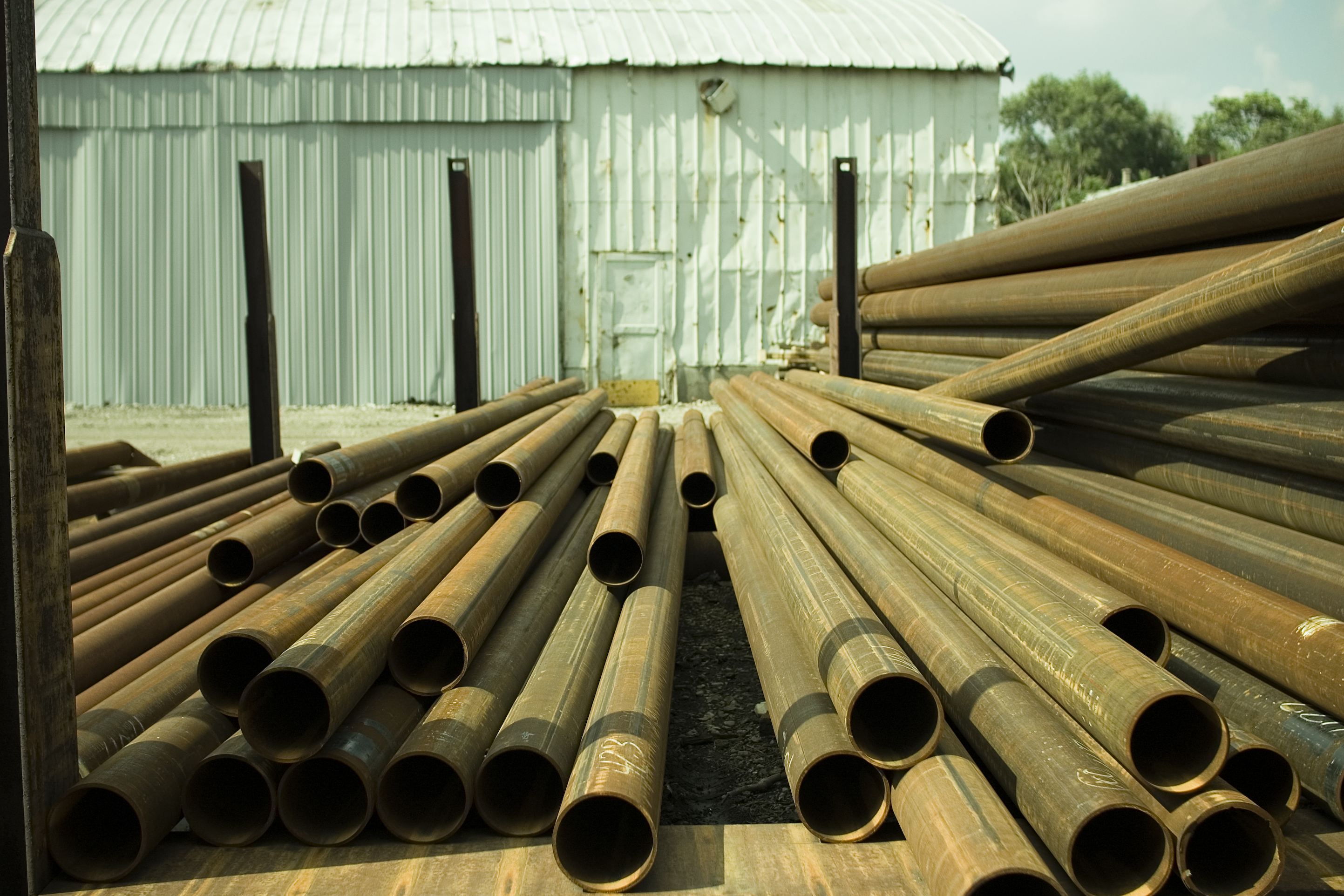
Acélcsövek

A cső fizikai formájában egy üreges rúd, mely többnyire geometriailag henger alakú, de némely esetben egyéb, így hasáb alakban is készül. Amennyiben összeépített elemeket tekintünk, akkor csőhálózatról, csővezetékről, csővezeték rendszerről, röviden csőről beszélhetünk. Az iparban leginkább gőzök, gázok és folyadékok vezetésére használják; ezenkívül oszlopként, tengelyként és kapcsolórudazatként is alkalmazzák. Anyaga lehet fém, műanyag, beton és agyag. A cső gyártása leginkább attól az anyagtól függ, amelyből készítik (a merev öntöttvas más műveletet kíván, mint a kovácsoltvas vagy réz és a keményebb vas, és megint mást, mint a puha ólom).

## Alkalmazási területek
- ipar (távvezetékek, üzemi vezetékek, gépelem)
- épületgépészet (víz, csatorna, gáz, égéstermékek, légtechnika)
- építészet (oszlop, torony)

## Jellemzői
Csövek minőségének jellemzésére a fizikai, mechanikai tulajdonságait használjuk. Az iparban és az épületgépészetben szokásos jellemzők:
- Nyomás: névleges, megengedett és próbanyomás
- Hőmérséklet: üzemi, tervezési és szerelési hőmérséklet
- Méret: névleges átmérő, falvastagság

## Anyagai
A csövek anyaga a felhasználási területtől függően változik, 
- hőálló, korrózióálló anyagok az ötvözött acél, alumínium ötvözet, ill. fémek: magas hőmérsékletű technológiákban használatosak (kazánok, vegyipar, hűtéstechnika)
- acél csővezeték (bevonat szerint lehet horganyzott, ill. kezeletlen fekete)
- hegeszthető, kovácsolható acél (pl. hosszvarratos acélcső, gépelemek)
- öntöttvas
- réz (lágy, kemény rézcső, épületgépészet, hidraulika)
- műanyag (csatorna KG-PVC, ivóvíz KPE, esőcsatorna PVC)
- többrétegű (műanyag, alumínium pl. PEx/Al/PEx épületgépészet, flexibilis vezetékek, hidraulika)
- samott (kémény, égéstermék elvezetés, kemence és kályhaépítés)
- beton (építészeti elemek, épületgépészeti csatornaelemek)
- kerámia (égetett agyag, pl. építészeti elemek, kályhaelemek)

Alkalmaztak épületgépészeti célra azbeszt cement (a.c.) és ólom csatornacsöveket és a.c. ivóvíz nyomócsöveket is, de ezeket egészségügyi okokból fokozatosan kicserélik.